# Riseup
Riseup é um coletivo voluntário que fornece e-mail seguro, listas de discussão, serviço de VPN, chat online e outros serviços online. Esta organização foi lançada por ativistas em Seattle com equipamentos emprestados e alguns usuários em 1999 ou 2000, e rapidamente cresceu para milhões de contas.
A partir de 2013, a Riseup apresenta 6 milhões de assinantes espalhados por 14.000 listas. Seus projetos incluíram o Stop Watching Us, campanha em resposta às revelações da vigilância global feitas por Edward Snowden.

## Serviços
A Riseup fornece serviços para facilitar comunicações seguras, incluindo o uso de criptografia, serviços de anonimização, e mínimo retenção de dados, que visem indivíduos e grupos sem fins lucrativos e ativistas. Os dois recursos mais populares do Riseup são e-mails seguros e focados na privacidade digital  e serviços de gerenciamento de listas de discussão.
O serviço de e-mail está disponível através do IMAP POP3 e uma interface web. A interface web é uma variante de Roundcube ou SquirrelMail.
De acordo com Kate Krauss no Technical.ly em abril de 2017, "a riseup é uma organização sem fins lucrativos ética famosa", e "a VPN riseup não registra seu endereço IP, ao contrário da maioria das outras VPNs." Em 2012, discutindo um ataque contra um esquema de autenticação desenvolvido pela Microsoft que torna trivial quebrar a criptografia usada por centenas de serviços de anonimato e segurança, Moxie Marlinspike, que revelou o ataque, disse que os serviços de VPN oferecidos pelo riseup.net, por exemplo, selecionaram uma senha de 21 caracteres em nome do usuário que usava uma combinação de 96 números, símbolos e letras maiúsculas e minúsculas diferentes para resistir a esses ataques.

## Juridicamente
Em 2011, o Riseup foi apontado como o único de vários grupos que resistir contra as intimações relacionadas aos protestos Bash Back! de 2008.
Em 2014, a Riseup Network foi um dos vários requerentes contra o GCHQ em tribunais internacionais. Devin Theriot-Orr, da Riseup.net, disse, "As pessoas têm o direito fundamental de se comunicar umas com as outras livres da vigilância governamental generalizada. O direito de se comunicar, e a capacidade de escolher fazê-lo secretamente, é essencial para a troca aberta de idéias que é uma pedra angular de uma sociedade livre."
Em dezembro de 2014, um juiz na Espanha justificou parcialmente a prolongada detenção de sete supostos ativistas anarquistas citando o uso de "medidas de segurança extremas", como o serviço de e-mail Riseup. A ação do juiz foi criticada pela EFF (Electronic Frontier Foundation).
Em 2014, uma conferência do Google foi interrompida por protestos. O protesto foi liderado por Fletes e Erin McElroy da Riseup.net e do Anti-Eviction Mapping Project.

## Warrant canary
Em meados de novembro de 2016, um erro furtivo inexplicável apareceu na página de warrant canary do Riseup, e ele não respondeu aos pedidos de atualização da página, levando alguns a acreditar que o coletivo era alvo de uma ordem de censura. Em 16 de fevereiro de 2017, o coletivo Riseup revelou que sua falha em atualizar o warrant canary foi devido a dois mandados selados do FBI, o que tornou impossível atualizar legalmente a página. Os dois mandados selados diziam respeito a um ataque de negação de serviço internacional de uma conta usando ransomware visando extorquir pessoas financeiramente. A decisão de divulgar informações do usuário foi criticada na comunidade hacker. O warrant canary já foi atualizado, mas não afirma mais a ausência de ordens de censura.